# ポール・ニッツェ
ポール・ヘンリー・ニッツェ（英語：Paul Henry Nitze、1907年1月16日 - 2004年10月19日）は、アメリカ合衆国の政治家、外交官、実業家。国防次官補、海軍長官、国防副長官、戦略兵器制限交渉（SALT-I）アメリカ代表団員を歴任した。冷戦期を通じて戦後のアメリカの対外政策の形成に深く関与し、特に核戦略と軍備管理政策に対して重要な役割を果たした。日本語ではニッツ、ニッチェとも表記されることがある。ジョンズ・ホプキンズ大学高等国際問題研究大学院の共同創設者でもある。

## 略歴
1907年1月16日にマサチューセッツ州アマーストに誕生した。1928年にハーバード大学を卒業した。ディロン・リード商会に入社して投資銀行家としてのキャリアを積み、1937年には同社副社長に就任する。翌年には独立したが過労に倒れ、再びディロン・リード商会に副社長として復帰した。1940年6月にルーズベルト大統領の特別補佐官に就任したフォレスタル社長に召喚されてフォレスタルの補佐官として行政府入りし、第二次世界大戦を経験する。戦後は太平洋方面アメリカ戦略爆撃調査団（USSBS）副団長、国務省国際経済部次長などを歴任した。戦略爆撃調査団時代には原爆投下後間も無い広島と長崎を訪問調査している。
1950年1月にジョージ・ケナンに代わって国務省政策企画本部長に就任する。ニッツェは前任者のケナンよりソ連の脅威を重大視しており、また核兵器の出現により戦争の性質が一変したとするケナンやブローディなどとは異なって、核時代においても戦争の性質は不変であり、ソ連の脅威に備えた戦力の充実と民間防衛体制の構築が不可欠であるとの発想を有していた。ニッツェの思想は後に彼が中心となって起草し、アメリカの冷戦政策の指針となった国家安全保障会議文書68号（NSC-68）に端的に示されることとなる。
アイゼンハワー政権時代は外務教育財団（Foreign Service Educational Foundation）会長を務める一方でジョンズ・ホプキンス大学高等国際問題研究大学院（SAIS）の創設を行なうなど、民間で活躍していた。しかし、ソ連によるスプートニク1号の打ち上げ成功を受けて設置された安全保障政策検討委員会（ゲイサー委員会）では委員に招かれ、戦力強化と民間防衛体制の構築を訴える調査報告を起草することとなった。
その後国防次官補、海軍長官、国防副長官、戦略兵器制限交渉（SALT-I）アメリカ代表団員を歴任する。1970年代後半に入ると現在の危機に関する委員会（Committee on the Present Danger）に参加するなど、対ソデタント政策に批判的な態度に転じた。1981年からは中距離核戦力全廃条約交渉のアメリカ代表団代表、1984年から1989年まで大統領及び国務長官特別顧問（軍備管理担当）を務める。1985年に大統領自由勲章を受賞した。2004年10月19日にワシントンD.C.で死去した。97歳だった。

## 著書
- From Hiroshima to Glasnost: At the Center of Decision, (Grove Press, 1989).